# Liriomyza flavonigra
Liriomyza flavonigra este o specie de muște din genul Liriomyza, familia Agromyzidae. A fost descrisă pentru prima dată de Daniel William Coquillett în anul 1902. Conform Catalogue of Life specia Liriomyza flavonigra nu are subspecii cunoscute.